# Centruchus laticornis
Centruchus laticornis är en insektsart som beskrevs av William D. Funkhouser. Centruchus laticornis ingår i släktet Centruchus och familjen hornstritar. Inga underarter finns listade i Catalogue of Life.